# Carlos Goñi Zubieta
Carlos Goñi Zubieta (Obanos, Navarra, 7 de abril de 1963) es un filósofo, escritor y docente español. 

## Biografía
Es doctor en Filosofía por la Universidad de Barcelona, y profesor de Filosofía en Secundaria y Bachillerato en el colegio Terraferma, de Institució Lleida (Institució Familiar d’Educació). También imparte charlas de formación a padres y madres.
Carlos Goñi está casado con Pilar Guembe, con quien tiene dos hijos, Adrián y Paula.
El matrimonio ha escrito varios libros sobre educación infantil, como: Educar entre dos (2017), Educar sin castigos (2013), Aprendiendo de los niños (2012) y No me ralles (2007).

## Publicaciones
- Hispanos (2022)[5]
- Educar entre los dos (2017)[4]
- Educar sin castigar (2013)
- El filósofo impertinente (2013)
- Crecer en felicidad (2013)
- Aprender de los hijos (2012)
- Cuéntame un mito (2012)
- Cuéntame una historia (2011)
- Las narices de los filósofos (2008)
- Una de romanos (2007)
- No me ralles (2007)

## Premios
- Premio Ternera de Ensayo Bengoa (2010)
- Premio de Filosofía Arnau Vilanova (2005).[4]